# Desastre aéreo de Llandow
O desastre aéreo de Llandow foi um acidente aéreo ocorrido em 12 de março de 1950 na vila de Sigingstone, País de Gales. Durante um voo entre Dublin e Llandow, um Avro Tudor V sofreu uma perda de sustentação e caiu nos arredores da vila de Sigingstone, matando 80 ocupantes e ferindo outros 3. Esse foi o pior acidente da história com uma aeronave civil até 1956, quando ocorreu o acidente com o Voo Linea Aeropostal Venezolana 253 (junho de 1956).

## Aeronave
Em 1943, a Grã-Bretanha lança um comitê técnico para estudar o futuro da aviação comercial no império. Esse comitê, presidido por lorde Brabazon, seria responsável por elaborar especificações técnicas para a construção de aeronaves comerciais de pequeno, médio e longo alcance. Essas especificações foram divididas em 4 tipos.
A companhia Avro apresentou um projeto baseado no modelo militar Avro Lincoln. Batizada de Avro 688 Tudor, a aeronave realizaria seu primeiro voo em 14 de junho de 1945. Projetado para realizar as rotas intercontinentais no Atlântico Norte, o Tudor não conseguiu superar o desempenho do Douglas DC-4 e do Lockheed Constellation. Assim, foram construídas apenas 38 aeronaves (divididas em nove versões), que acabaram empregadas por pequenas companhias transportando cargas e eventualmente passageiros, através de voos fretados.
A aeronave destruída no acidente foi fabricada em 1947 e era da série Tudor V. Adquirida pela empresa Airflight, foi empregada no transporte de suprimentos e cargas durante o Bloqueio de Berlim. Após o final do bloqueio, a Airflight passou a alugar a aeronave para voos fretados de passageiros.

## Acidente
Por ocasião da Copa das Cinco Nações de rugby, milhares de torcedores viajaram para acompanhar as partidas de suas seleções. Entre eles figuravam os torcedores do País de Gales, que era a sensação do campeonato. No dia 11 de março, alguns torcedores embarcaram num voo fretado em Llandow, País de Gales, para Dublin (República da Irlanda) onde iriam assistir ao jogo Irlanda X País de Gales. Após o jogo, vencido por Gales, 78 torcedores galeses embarcariam no Avro Tudor V prefixo G-AKBY Star Girl da empresa Airflight e fretado pela agência Fairflight.
Sem dificuldade, o Star Girl decola do aeroporto de Dublin com destino a Llandow. Durante a aproximação para o pouso, a aeronave estava muito baixa e descia rapidamente. A tripulação tenta corrigir a razão de descida aumentando a potência dos motores e puxando o manche para trás, de forma a elevar o nariz da aeronave. O manche, porém, foi puxado com tanta força que o Star Girl subiu abruptamente para depois perder sustentação e cair no solo.
A asa direita tocaria primeiro o solo, seguida do nariz da aeronave enquanto que a asa esquerda acabou arrancada com o impacto. Apesar da violência do impacto da aeronave com o solo, não houve explosão nem incêndio. Dos 83 ocupantes da aeronave, a maioria morreu instantaneamente. Alguns ocupantes morreram durante o resgate, de forma que apenas 3 sobreviveram ao acidente. Os sobreviventes estavam sentados nos assentos extras, instalados na parte traseira da fuselagem.

## Investigações

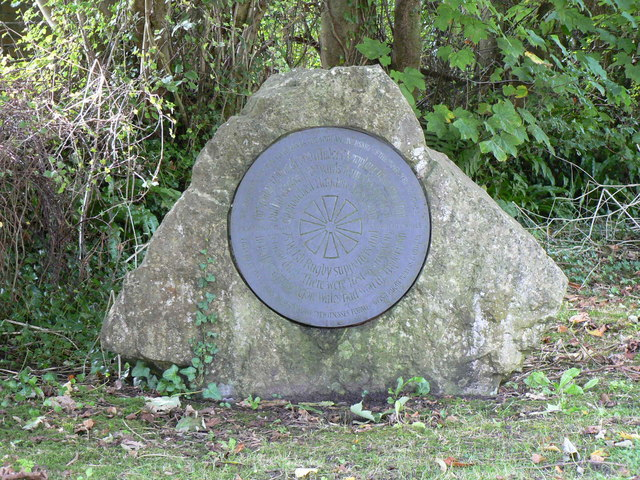
No 40º aniversário da tragédia, foi criado um monumento próximo ao local do acidente.

As investigações foram chefiadas pelo ministro da aviação civil britânica, William McNair, e o inquérito final foi apresentado em novembro de 1950. Segundo o inquérito, o acidente foi causado pela alteração do centro de gravidade da aeronave. O Avro Tudor V havia sido projetado para transportar 72 passageiros. Por conta da alta demanda de passageiros, a empresa aérea instalou mais 6 assentos no fundo da aeronave, alterando o centro de gravidade da mesma e provocando uma sobrecarga nos profundores que foram incapazes de evitar o estol.

## Consequências
O acidente causou grande comoção na Grã-Bretanha. Naquele momento (e até 1956) era o pior desastre aéreo da história. A empresa aérea foi investigada e posteriormente punida pelo governo britânico. Em abril de 1950, a Airflight encerra suas atividades.
Após esse acidente, o Avro Tudor caiu em total descrédito e deixou de ser empregado no transporte de passageiros. Durante a década de 1950, as poucas aeronaves existentes prestavam apenas serviços de transporte de carga e foram retiradas de serviço (por conta de sua obsolescência).